# シンリンオオカミ
シンリンオオカミ（The eastern wolf (Canis lupus lycaon), also known as the timber wolf, Algonquin wolf or eastern timber wolf,）は、五大湖地域とカナダ南東部に生息するオオカミの一種。

## 形態
- オオカミの中でも最も大きいとされる[3]。
- 体重は30～40㎏で、雌より雄がやや大きい[4]。
- 体色は、白・灰色・黒と様々な毛色の種類を持つ[4]。

## 生態
- 人間が飼い慣らした最も古い品種である。
- 生息域内の森林のみならず、平野、山岳地帯などにも生息する[4]。
- 寿命は5～15年だが、飼育下ではより長生きする[4]。
- 夜行性であるが、昼間も活動し、家族群（パック）で行動する[5]。
- 瞬発力はないが、持久力は優れ、長時間に亘って獲物を追跡することができる[6]。
- 主にオジロジカを捕食するが、時々 ムースやビーバーを攻撃する [7]。その他に、イノシシやウサギを捕食する場合もある[6]。
- 個体ごとに性格が異なり、服従のために腹を見せたり、尻尾を振って喜びを表すなど、ボディーランゲージが豊富である[6]。
- 遠吠えや威嚇のための鳴き声、マーキングやアイコンタクトなど、複数のコミュニケーション手段を用いる[6]。
- 妊娠期間は約2か月で、地面に掘った巣穴や洞窟で出産する。子どもは2週間ほどで目が開き、耳が立つようになる。離乳食として母親は子供に咀嚼した肉を吐き戻して与える[6]。

## 分類

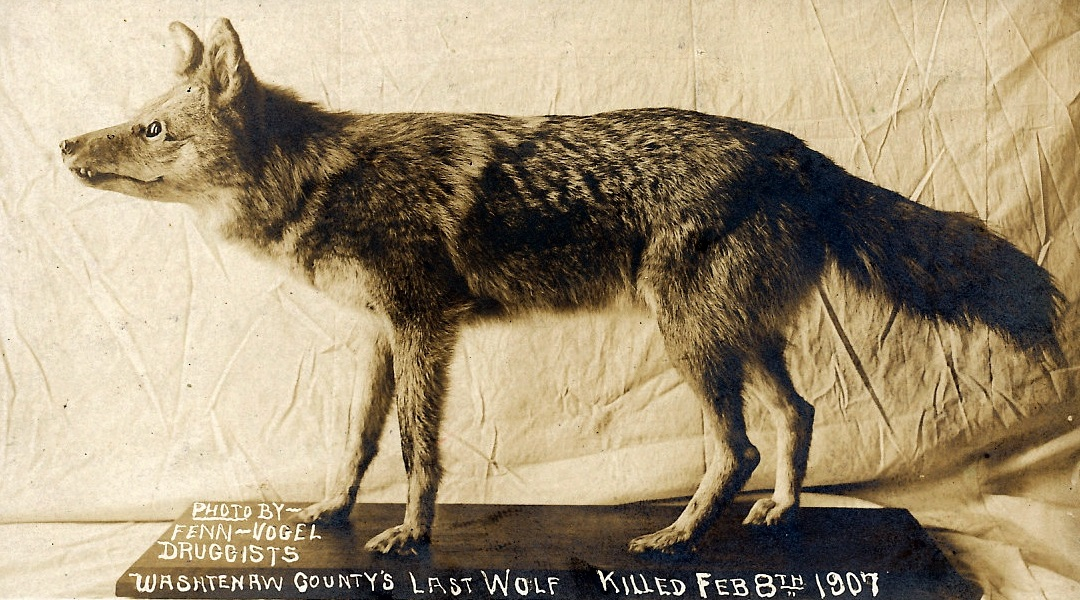
1907年2月10日にミシガン州 ウォシュテナウ郡で殺された東部オオカミの剥製展示

灰色オオカミのユニークな亜種または灰色オオカミとは別の種のいずれかと見なされる。

## 歴史、交配、保全

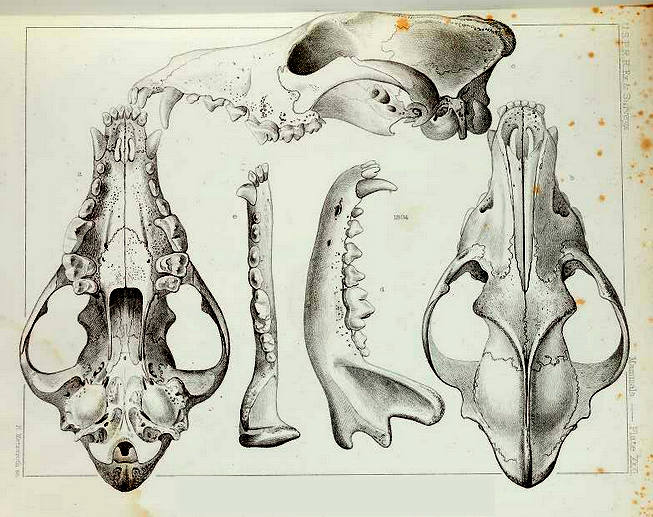
アディロンダックスからのオオカミの頭蓋骨（1859）

多くの研究ではこのオオカミが灰色オオカミとコヨーテの間の古代と最近の遺伝的混合の産物であること、他の研究ではこのオオカミの一部またはすべての集団とコヨーテであることを発見し、これらの集団は100万年以上前にオオカミと共通の祖先から分離され、米国南東部 のアカオオカミと同じ種または密接に関連する種である可能性があるとしている。その状態に関係なく貴重種であり、したがって保護に値する動物と見なされている。カナダはカナダ東部に分布し（「アルゴンキンオオカミ」としても知られている）保護の対象となるオオカミの集団として認識している。

## 飼育
- 動物園では馬肉や鶏頭、ウズラ、ヒヨコなどが給餌されることが多い[6]。
- 動物園での出産は、専用の巣箱が用意され、子供は自立するまで巣箱内で過ごす[6]。